# Kaliglagah (Sumber Baru)
Kaliglagah is een bestuurslaag in het regentschap Jember van de provincie Oost-Java, Indonesië. Kaliglagah telt 6464 inwoners (volkstelling 2010).